# Oxenbronn
Oxenbronn ist ein Stadtteil von Ichenhausen und eine Gemarkung im schwäbischen Landkreis Günzburg in Bayern.

## Lage
Das Kirchdorf Oxenbronn liegt circa einen Kilometer westlich von Ichenhausen an der Staatsstraße 2023.

## Geschichte

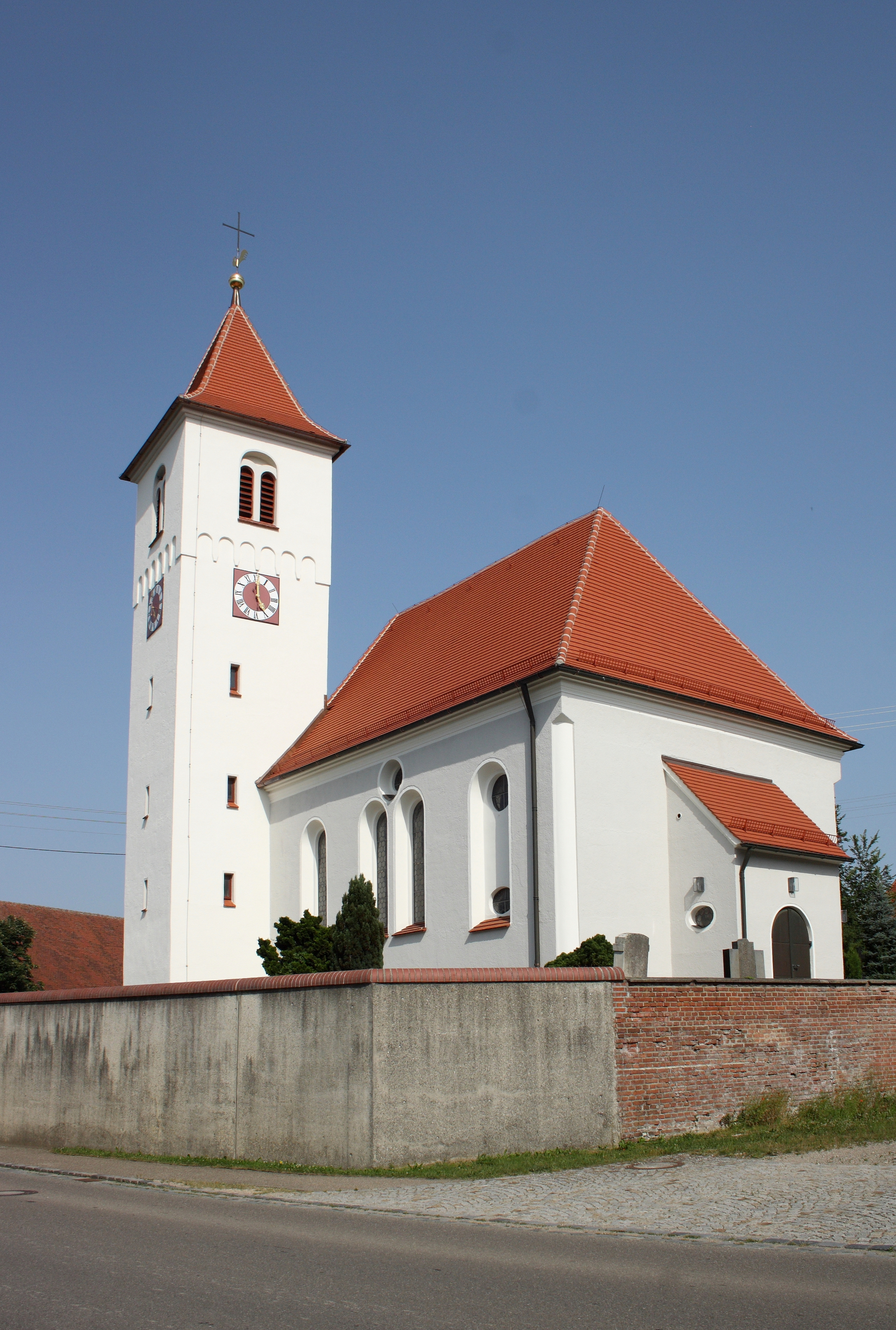
Kirche St. Blasius (Oxenbronn)

Im Jahr 1150 kam der Ort im Tausch vom Kloster St. Blasien an das Kloster Elchingen. Das Vogteirecht hatten die Markgrafen von Burgau. 1556 wird das Kloster Wettenhausen als Besitzer von Oxenbronn genannt. Ursprünglich Ochsenbrunnen genannt. In der Ortsmitte gibt es einen Brunnen, an dem das Vieh (die Ochsen) getränkt wurde. Somit änderte sich der Name im Laufe der Zeit von Ochsenbrunnen zu Ochsenbrunn und schließlich zur heutigen Bezeichnung Oxenbronn.
Es gab ebenso einen Anger in der Ortsmitte, an dem sich ein Weiher befand.
Die Gemeinde Oxenbronn mit einer Fläche von etwa 596 Hektar bestand bis zu ihrer Eingemeindung in die Stadt Ichenhausen am 1. Juli 1971. Ihren höchsten Bevölkerungsstand hatte die Gemeinde im Jahr 1946 mit 512 Einwohnern.

## Sehenswürdigkeiten
Siehe auch: Liste der Baudenkmäler in Oxenbronn
- Katholische Pfarrkirche St. Blasius, erbaut 1768
- Pfarrhaus
- die Schmiede im Ortskern
- der heutige Kindergarten war bis in die 70er Jahre eine Schule
- Feuerwehrhaus

## Söhne und Töchter
- Alfred Sauter (* 1950), Politiker (CSU)